# Université technique de Moldavie
L'université technique de Moldavie (UTM) (en roumain : Universitatea Tehnică a Moldovei) est une université située à Chișinău, en Moldavie.

## Histoire
L'université technique de Moldavie a été fondée en 1964, sous le nom initial d'« Institut polytechnique de Chisinau », sur la base des spécialités d'ingénierie et économiques transférées de l'Université d'État de Moldavie.
En 2022, à la suite de la fusion par absorption de l'université agraire d'État de Moldavie, l'université technique de Moldavie a complété son domaine avec la Faculté de médecine vétérinaire et la Faculté des sciences agricoles, forestières et environnementales.

## Facultés
Actuellement, l'université technique de Moldavie compte un contingent d'env. 19 670 étudiants (dont 13 360 dans le département à temps plein), étudiant 80 spécialités et spécialisations, au sein de 11 facultés:
- Faculté d'Electronique et de Télécommunications
- Faculté d'Énergie et de Génie électrique
- Faculté d'Informatique et de Microélectronique
- Faculté de Génie Mécanique, Industriel et des Transports
- Faculté de Technologie Alimentaire
- Faculté d'Urbanisme et d'Architecture
- Faculté de Construction, Géodésie et Cadastre
- Faculté d'Ingénierie Économique et Commerciale
- Faculté de Design
- Faculté des Sciences Agricoles, Forestières et Environnementales
- Faculté de Médecine Vétérinaire

## Administration

### Rectorat
- Viorel Bostan – recteur
- Vladislav Reşitca – premier vice-recteur, vice-recteur aux études
- Vasile Tronciu – vice-recteur à la recherche
- Daniela Pojar – vice-chancelière pour les finances et les relations internationales
- Dinu Ţurcanu – vice-chancelier pour la numérisation

### Sénat
Le Sénat représente la communauté universitaire et constitue l'autorité suprême de direction de l'Université Technique de Moldavie. Le Sénat exerce des fonctions de délibération, de décision et de contrôle et assure la gestion de l'Université, conformément à la législation en vigueur, aux principes d'autonomie universitaire, ainsi qu'à ses propres décisions.
Les décisions du Sénat sont définitives et contraignantes pour tous les organes exécutifs et administratifs de l'Université, ainsi que pour l'ensemble de la communauté universitaire. Ils ne peuvent être modifiés que par le Sénat.

## Observatoire UTM
L'observatoire astronomique et planétarium de l'université technique de Moldavie a été mis en service le 21 avril 2016 et a été conçu comme un bâtiment polyvalent, dont les objectifs fondamentaux sont :
- Effectuer des observations astronomiques scientifiques.
- Réaliser des observations astronomiques au niveau amateur.
- Promouvoir l'astronomie auprès des masses en organisant un cercle d'astronomie ;
- La présentation de différents cours tant pour les étudiants de l'université technique, les étudiants des lycées et gymnases de la république, que pour tous les passionnés d'astronomie.
- Organisation de spectacles de planétarium pour le grand public.

L'observatoire astronomique et le Planétarium ont été construits sur trois niveaux : au premier niveau se trouve le planétarium, au deuxième - la salle de travail et au troisième - la tour où est installé le télescope principal de l'Observatoire.

## Presse universitaire

### Journal of Engineering Science(JES)
Le magazine a été fondé en 1995, l'ancien nom était Meridian Ingineresc.
JES est une revue internationale axée sur l'innovation et la créativité en ingénierie et comprend quatre numéros : Génie Industriel (A) ; Electronique et informatique (B); Architecture, génie civil et environnemental (C); Génie alimentaire (D). Périodicité – trimestrielle (4 numéros par an).

### Journal of Social Sciences(JSS)
Le magazine a été fondé en 2018.
Les principaux domaines du magazine comprennent : l'art et le design ; pédagogie et psychologie ; sociologie; philosophie; l'histoire; philologie et linguistique; gestion des bibliothèques et de l'information; économie et gestion; finances et comptabilité; marketing et logistique; politique économique et politiques économiques; droit et législation.

### Le journal de l'UTMMesager Universitar
Fondée en février 1998, c'est l'une des rares publications universitaires à paraître régulièrement - 10 numéros par an. Le journal réussit, d'une manière générale, à satisfaire les besoins d'information et de formation de l'Université. Avec pour objectif principal formulé dans la devise « Les ingénieurs créent l'avenir », la publication s'est déjà imposée auprès d'un large cercle de lecteurs.

### Maison d'édition "Technica-Info"
La maison d'édition "Tehnica" a été fondée le 20.09.1993, par ordre du recteur n. 321-r, dans le but de préparer et d'éditer des manuels pour enseignants UTM à des prix inférieurs à ceux d'autres maisons d'édition et de meilleure qualité.